# 寂しい時は抱きしめて
『寂しい時は抱きしめて』（さびしいときはだきしめて、原題：Lie with Me）は、2005年9月10日よりカナダで公開された成人映画作品。R-18指定作品であった。
日本では2007年5月19日よりシアターN渋谷ほか全国にて順次公開された（日本語字幕版のみ）。また、2008年6月25日にジェネオン・エンタテインメントより日本語字幕付きDVD（GNBF-7456）が発売されている。

## 概要
官能小説を多く発表された女性作家タマラ・フェイス・バーガーの原作の恋愛小説を映画化した作品。夫であるクレメント・ヴァーゴが監督を担当している。

## キャスト
| 役名         | 俳優                   |
| ------------ | ---------------------- |
| ライラ       | ローレン・リー・スミス |
| デビッド     | エリック・バルフォー   |
| ヴィクトリア | ポリー・シャノン       |
| ジョシュア   | ドン・フランクス       |
| レイチェル   | クリスティン・レーマン |

## スタッフ
- 監督：クレメント・ヴァーゴ
- 製作：デイモン・ドリヴェイラ、クレメント・ヴァーゴ
- 製作総指揮：ジュリア・ローゼンバーグ
- 原作：タマラ・フェイス・バーガー
- 脚本：タマラ・フェイス・バーガー、クレメント・ヴァーゴ
- 撮影：バリー・ストーン
- 編集：スーザン・マッジ
- 音楽：バイロン・ウォン